# San Miniato
San Miniato é uma comuna italiana da região da Toscana, província de Pisa, com cerca de 26.353 habitantes. Estende-se por uma área de 102 km², tendo uma densidade populacional de 258 hab/km². Faz fronteira com Castelfiorentino (FI), Castelfranco di Sotto, Cerreto Guidi (FI), Empoli (FI), Fucecchio (FI), Montaione (FI), Montopoli in Val d'Arno, Palaia, Santa Croce sull'Arno.

San Miniato é um importante centro econômico e industrial da zona do couro e é famosa pelas suas trufas brancas.
Pertence à rede das Cidades Cittaslow.

## Demografia
| Variação demográfica do município entre 1861 e 2011                               |
|                                                                                   |
| Fonte: Istituto Nazionale di Statistica (ISTAT) - Elaboração gráfica da Wikipedia |